# Развальцовка

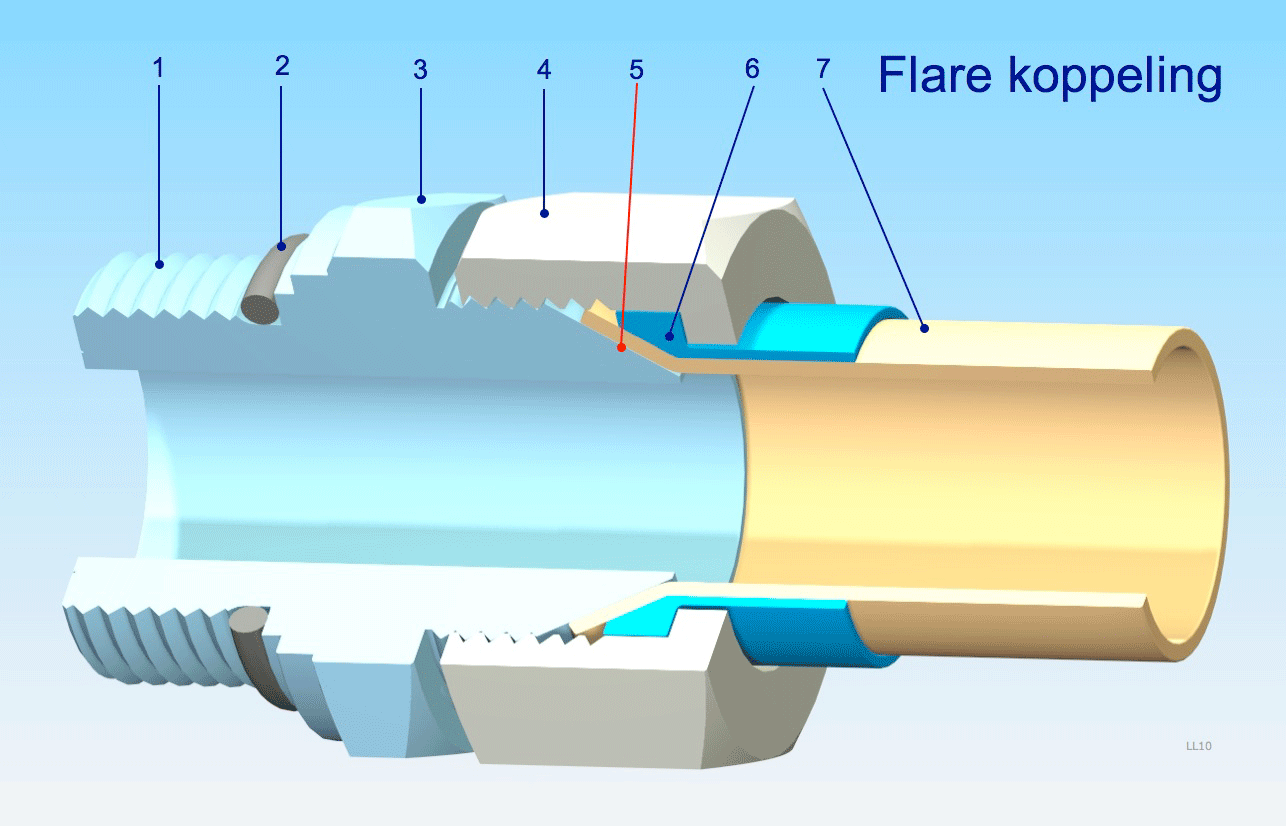

Развальцовка — процесс радиального деформирования трубы в отверстии трубной решётки теплообменного аппарата, выполняемый с целью создания прочно-герметичного соединения между трубой и трубной решёткой.

## Описание
Процесс развальцовки можно разделить на три основных этапа:
1. Выбор зазора между трубой и трубной решёткой;
2. Совместное деформирование трубы и трубной решётки;
3. Снятие нагрузки с внутренней поверхности трубы.

В процессе совместного деформирования трубы и трубной решётки добиваются того, чтобы металл трубы перешёл преимущественно в зону пластического (необратимого) деформирования, а металл трубной решётки остался в зоне упругих (обратимых) деформаций. Для обеспечения этого необходимо соблюдать правило: твёрдость материала трубной решётки должна быть выше твёрдости материала трубы. Поэтому после прекращения процесса развальцовки трубная решётка «обхватывает» трубу. В результате процесса развальцовки получается прессовое соединение. Герметичность и прочность этого соединения обеспечивается контактным давлением между наружной поверхностью трубы и поверхностью отверстия трубной решётки.
Для осуществления процесса развальцовки используется инструмент, называемый вальцовкой. Кроме вальцовки, необходимо ещё иметь электрический, пневматический или гидравлический привод с контролем крутящего момента. Наличие у привода, используемого для осуществления процесса развальцовки, контроля крутящего момента, позволяет обеспечить необходимое качество соединений труб с трубными решётками.
Иногда наряду с вальцовкой при изготовлении соединений труб с трубными решётками используется сварка. Соединения, полученные вальцовкой и сваркой, принято называть комбинированными.

## Применение
Процесс развальцовки используется при закреплении труб в котлах, конденсаторах, парогенераторах, маслоохладителях и других видах теплообменных аппаратов.

## Нормативные документы
Крепление труб в трубных решётках методом развальцовки регулируется следующими нормативными документами:
- ГОСТ Р 55601-2013 (Аппараты теплообменные и аппараты воздушного охлаждения. Крепление труб в трубных решётках. Общие технические требования);
- ОСТ 26-17-01-83 (переиздан в 2007 году) (Аппараты теплообменные и аппараты воздушного охлаждения стандартные. Технические требования к развальцовке труб с ограничением крутящего момента);
- ОСТ 26-02-1015-85 (переиздан в 2007 году) (Крепление труб в трубных решётках).

## Развальцовывание
Развальцовывание или развальцовка — это технологическая операция окончательной обработки отверстий (например, труб), выполняемая без снятия металла и сопровождаемая лишь расширением и уплотнением конца изделия в отверстии (например, для закрепления трубы в отверстиях фланцев, для уплотнения металлических стенок теплообменников и др. аппаратов)